# Gorazd Slivnik
Gorazd Slivnik es un deportista yugoslavo que compitió en remo
como timonel. Ganó una medalla de bronce en el Campeonato Mundial de Remo de 1989, en la prueba de dos con timonel.

## Palmarés internacional
| Campeonato Mundial | Campeonato Mundial | Campeonato Mundial | Campeonato Mundial |
| Año                | Lugar              | Medalla            | Prueba             |
| ------------------ | ------------------ | ------------------ | ------------------ |
| 1989               | Bled (Yugoslavia)  | Medalla de bronce  | Dos con timonel    |